# Kaff al-Jaa
Kaff al-Jaa (tiếng Ả Rập: كاف الجاع, phát âm Kāf al Jā`; cũng đánh vần là Kaf al-Jaz) là một ngôi làng ở phía tây bắc Syria, một phần hành chính của Tỉnh Tartus, nằm ở phía đông bắc của Tartus. Các địa phương gần đó bao gồm al-Qadmus ở phía tây, Deir Mama ở phía đông bắc, Masyaf ở phía đông, Wadi al-Oyun ở phía nam và Hammam Wasel ở phía tây nam. Theo Cục Thống kê Trung ương Syria, Kaff al-Jaa có dân số 2.068 trong cuộc điều tra dân số năm 2004. Cư dân của nó chủ yếu là Alawites.
Các khu vực xung quanh được đánh dấu bởi những ngọn núi. Ngọn núi cao nhất của Kaff al-Jaa là Alcaadboon, với chiều cao 1.194 mét.